# Movimiento de adolescentes y ninos trabajadores, Hijos de obreros cristianos
Le Movimiento de adolescentes y ninos trabajadores, Hijos de obreros cristianos (MANTHOC), (Mouvements d'adolescents et enfants travailleurs, fils d'ouvriers chrétiens). Il s'agit d'un syndicat péruvien, connu pour être le premier syndicat d'enfants au travail, créé en 1976. 
Parmi ses initiatives, on peut citer l'ouverture de centres d'hébergements, de bibliothèque, l'organisation de cagnottes de solidarités, etc. qui ont ouvert à d'autres syndicats d'enfants et adolescents dans les années 1990 dans le monde. L'organisation accueille des enfants de 7 à 17 ans, dans 10 départements et 27 villes. Organisation religieuse, elle compte l'évangélisation parmi ses objectifs.

## Sources
- Bénédicte Manier, Le Travail des enfants dans le monde, La Découverte, 2005  (ISBN 2707130265), p. 109.
- Présentation sur le site du Bureau International Catholique de l'Enfance.